# Notre-Dame-du-Rosaire
Notre-Dame-du-Rosaire es un municipio canadiense situado en la provincia de Quebec.

## Superficie
Notre-Dame-du-Rosaire tiene una superficie de 164,63 km².

## Demografía
En 2021, tenía 371 habitantes, una densidad poblacional de 2,3 hab./km², y 242 viviendas.